# Tegenaria domestica

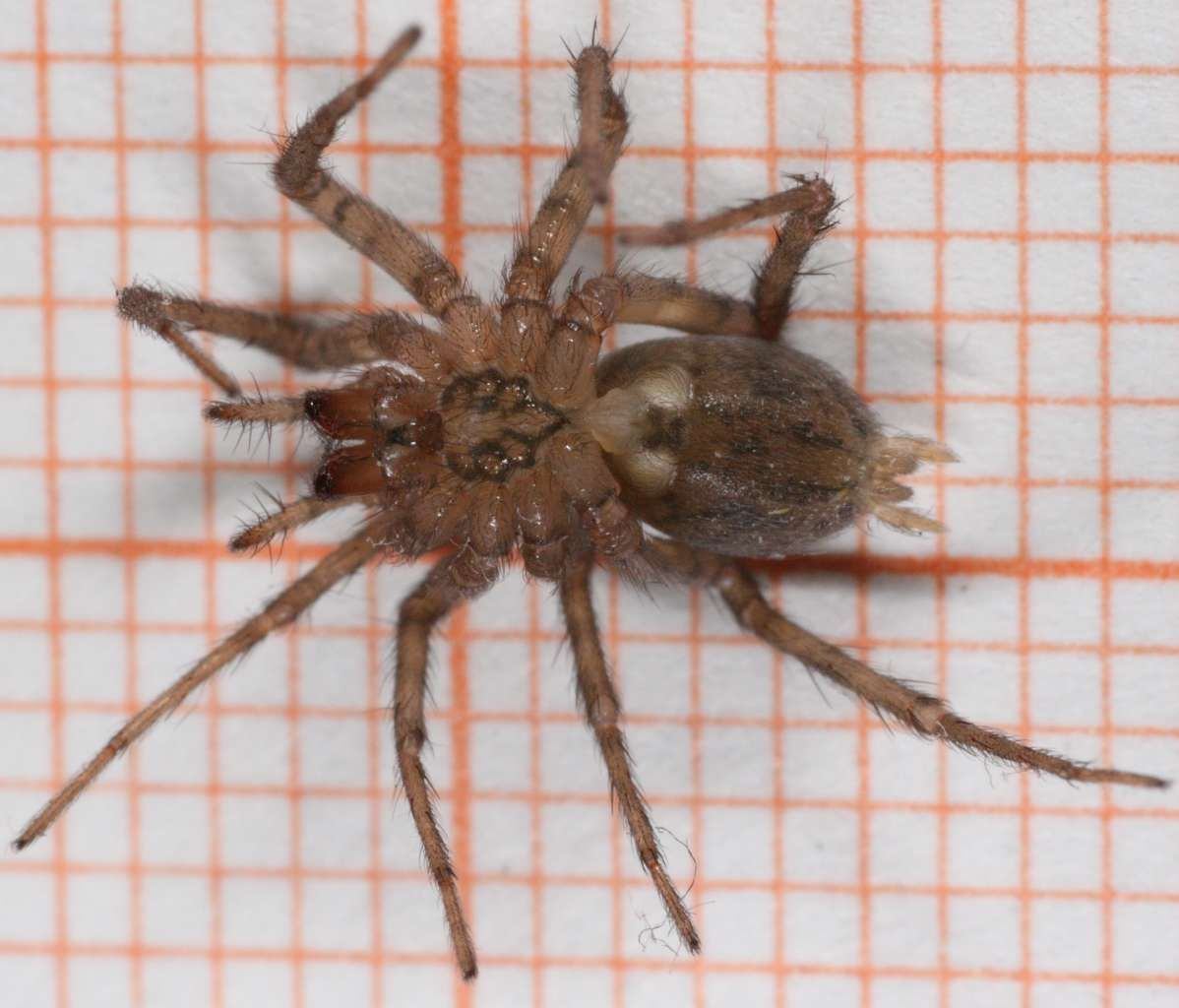
la part inferior amb les berrugues filar llargues

L'aranya de cul gros (Tegenaria domestica) és una espècie d'aranya araneomorfa de la família dels agelènids (Agelenidae).
Construeixen teranyines en forma de llençol, que als edificis se situen normalment en les cantonades de les habitacions. Est és el lloc més fàcil per a la subjecció de la tela, així com per situar el seu típic refugi en forma d'embut. El refugi es construeix en un lloc protegit (un forat o esquerda), mentre que la resta de la tela pot estendre's bastant a l'habitació. Immòbils en el seu refugi és on aquestes aranyes, d'hàbits nocturns, passen la major part del temps.